# جائزة بلجيكا الكبرى 2019
جائزة بلجيكا الكبرى 2019 هو سباق فورمولا 1 أقيم بتاريخ 1 سبتمبر 2019 في حلبة دي سبا فرانكورشومب، ستافيلو، بلجيكا. كان الثالث عشر من أصل 21 في بطولة العالم لسباقات الفورمولا واحد موسم 2019. حلّ الموناكي شارل لوكلير أولا بينما جاء البريطاني لويس هاملتون في المركز الثاني وحصل على المركز الثالث الفنلندي فالتيري بوتاس.